# La finta semplice
Pour les articles homonymes, voir K51.
La finta semplice, K. 51/46a (La Fausse Ingénue) est un opéra bouffe en trois actes composé en 1768 par Wolfgang Amadeus Mozart, sur un livret en italien de Marto Coltellini adapté de Carlo Goldoni. 
La création eut lieu au Palais de l'Archevêque de Salzbourg le 1er mai 1769. Mozart écrivit la musique en suivant les codes de la comédie utilisés par Philippe Néricault Destouches dans La Fausse Agnès ou Le Poète campagnard (1734).
Pour l'ouverture, Mozart réutilise sa symphonie K. 45, sans le troisième mouvement et en modifiant les accords finaux pour conduire à l'ensemble initial.

## Distribution
| Rôle                                                            | Tessiture     | Créateur du rôle                 |
| --------------------------------------------------------------- | ------------- | -------------------------------- |
| Fracasso, capitaine hongrois logeant chez Cassandro             | ténor         | Joseph Meissner                  |
| Rosina, baronne, sa sœur (c'est la fausse naïve)                | soprano       | Maria Magdalena Haydn (née Lipp) |
| Don Cassandro, misogyne tyrannique, riche, sot et avare         | basse         | Joseph Hornung                   |
| Polidoro, son frère timide                                      | ténor         | Franz Anton Spitzeder            |
| Giacinta, sœur de Don Cassandro et Don Polidoro                 | mezzo-soprano | Maria Anna Braunhofer            |
| Simone, lieutenant, ordonnance de Fracasso, amoureux de Ninetta | basse         | Felix Winter                     |
| Ninetta, femme de chambre de Giacinta                           | soprano       | Maria Anna Fesemayer             |

## Argument

### Acte I
Fracasso et Simone sont allés rendre visite à deux frères bien nantis mais excentriques, Don Cassandro et Don Polidoro, dans leur maison. Ils parlent des deux frères avec leur sœur Giacinta et sa servante Ninetta. Il en ressort que Cassandro est un grippe-sou et un misogyne. Polidoro, le plus jeune des deux, est un nigaud. Fracasso voudrait épouser Giacinta, mais d’abord, il doit obtenir la permission de Cassandro, dont la personnalité directe et colérique intimide presque tout le monde. Ninetta suggère une approche indirecte : la permission serait plus facilement obtenue de Cassandro si lui-même tombait amoureux. L’objet de son attention, suggère-t-elle, pourrait être Rosina, la
sœur de Fracasso, qui doit arriver d’un instant à l’autre. Les quatre sortent pour mettre au point les détails de leur plan. Cassandro proteste auprès de Fracasso quand il apprend la visite imminente de Rosina, et révèle qu’on lui a dit que Rosina est simple d’esprit. Contrairement à son frère, Polidoro désire une femme. Aussi quand Rosina arrive, il ne perd pas de temps et demande à Rosina de l’épouser tout de suite. Rosina fait des difficultés. Si Polidoro veut lui faire la cour, dit-elle, ce doit être "à la française" : d’abord il doit faire une visite ; puis envoyer un billet doux ; ensuite faire un cadeau. Quand Cassandro vient lui présenter ses respects, il décide de voir combien "simple" est Rosina. Il lui demande s’il doit lui parler en vers ou en prose. ”Oh mon cher !” répond-elle. ”ni l’un ni l’autre !” En dépit de ce début peu prometteur, Cassandro tombe amoureux et il est très près de lui donner sa bague avec un diamant de prix en souvenir. Rosina confie à Fracasso et Ninetta qu’elle va se marier avec le frère qui lui plaît le plus. Polidoro accoste Rosina dans sa chambre : il a le billet requis et le cadeau, et souhaite faire sa demande. Rosina, choquée de le trouver là, repousse ses avances et profite de l’entrée de Cassandro pour lui redemander sa bague. Cassandro s’en sépare avec regret et invite tout le monde à dîner. De cette manière, il peut garder un œil sur la bague.

### Acte II
Simone et Ninetta attendent pendant que les autres dînent. Giacinta apparaît en annonçant que Cassandro et Fracasso ont bu trop de vin et qu’ils en sont venus aux mains. Simone va les séparer. Polidoro essaie encore de faire sa demande à Rosina mais, avant qu’il ait eu sa chance, Cassandro entre et le chasse. Rosina refuse de parler à Cassandro parce qu’il "pue le vin". S’il veut lui parler, dit-elle, il doit s’asseoir à l’autre bout de la pièce et utiliser le langage des signes. Il le fait. Elle répond avec des gestes qui ne veulent rien dire. Il fait signe qu’il veut l’épouser ; elle fait des signes au hasard en réponse. Le vin finalement monte à la tête de Cassandro et il s’endort. Rosina remet la bague à son doigt, il se réveille. En réponse à ses questions, elle insiste sur le fait qu’elle l’aime autant que Polidoro et elle sort. Fracasso entre, et lui et Cassandro recommencent leur dispute. Cette fois ils en viennent au duel. Cassandro a visiblement peur et se plaint d'être désavantagé : il a le soleil dans les yeux, le vent lui arrive dans la figure, et son épée est la plus courte. Fracasso change de côté et échange les armes, mais sans résultat. Cassandro s’enfuit. Rosina retourne dire à Fracasso qu’elle va épouser Cassandro. Fracasso, pour sa part, est ravi de découvrir que Cassandro a peur de lui et déclare qu’il épousera Giacinta à la première occasion. La confusion totale devient l’ordre du jour. Cassandro revient, poursuivant son frère avec un bâton. Rosina fait semblant de s’évanouir. Tout le monde s’arrête brusquement quand Fracasso entre et annonce que Giacinta s’est enfuie avec la fortune des frères. Fracasso offre de se lancer à sa poursuite, à une condition : s’il la trouve, les frères devront la lui donner en mariage. Ils donnent leur accord, et en plus offrent l’argent que Giacinta a pris pour sa dot. Alors Simone
apporte d’autres mauvaises nouvelles : Ninetta s’est enfuie avec les objets de valeur restants de la maison. Rosina suggère que la personne qui la trouvera serait autorisée à l’épouser. Les frères sont d’accord, et Simone galamment se porte volontaire. Lui et Fracasso sortent. Ceux qui restent amènent l’acte à sa fin avec un chœur entraînant.

### Acte III
Il ne faut pas longtemps pour que tout soit réglé dans cet acte, le plus court de l’opéra. Simone et Fracasso retrouvent Ninetta et Giacinta qui, évidemment, ne sont pas allées bien loin mais ont juste joué leur rôle dans le plan. Pendant ce temps, Rosina dit à Cassandro qu’elle l’épousera ; tous les deux taquinent le pauvre Polidoro, qui arrive à faire sa dernière tentative de demande en mariage. ”Oh, quel jeune marié !” rient-ils. ”Boohoo !” pleure Polidoro. Simone, Ninetta, Fracasso et Giacinta rejoignent Cassandro et Rosina, et tous ensemble concluent tout dans un chœur final.

## Liste des airs

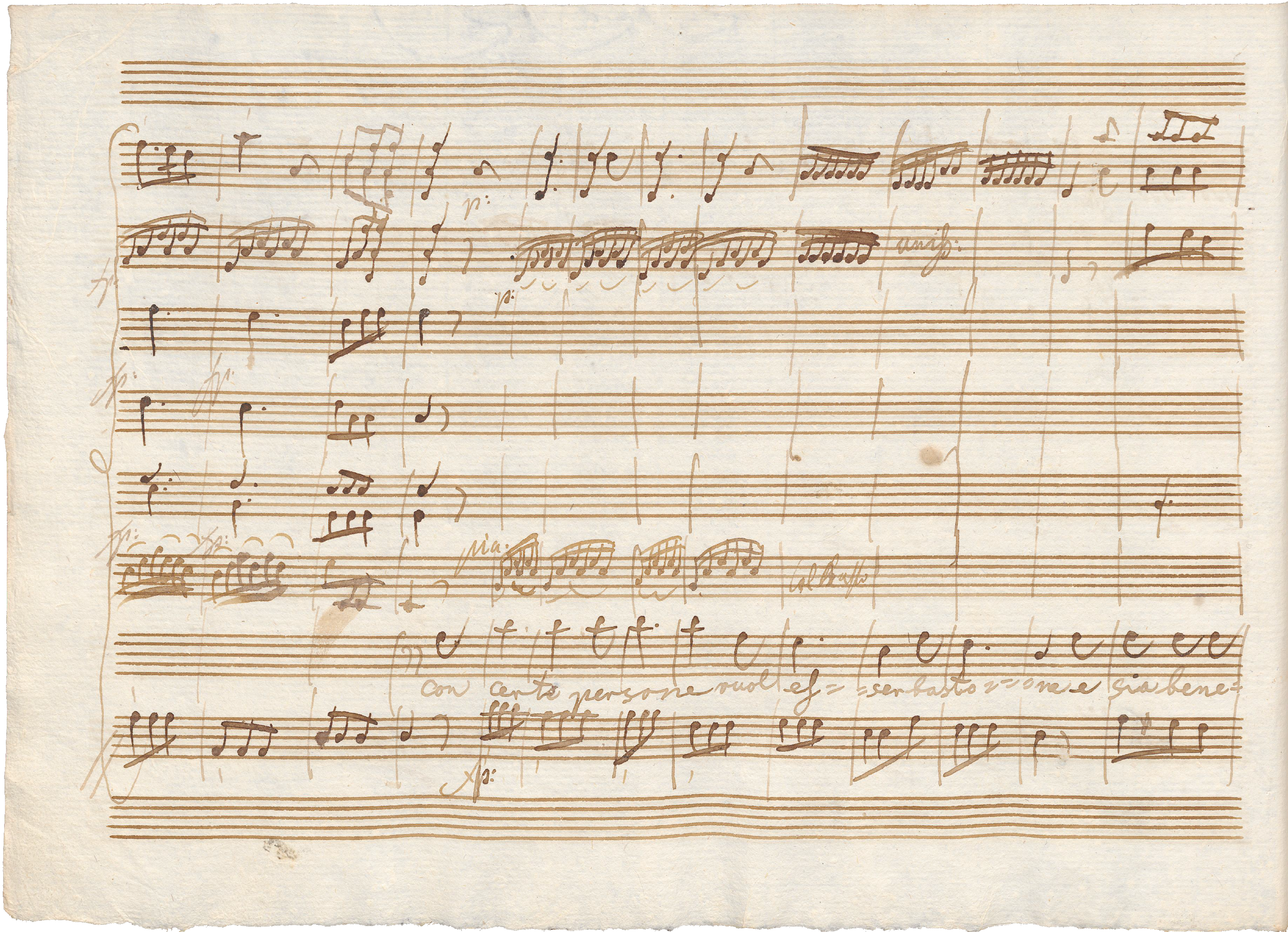
Acte II - Aria "con certe persone" manuscrit

- Acte II - Aria "con certe persone" manuscrit« Chi mi vuol bene » - Ninetta (acte I)
- « Colla bocca e non col core » - Rosina (acte I)
- « Cosa ha mai la donna indosso » - Polidoro (acte I)
- « Ella vuole ed io torrei » - Cassandro (acte I)
- « Guarda la donna in viso » - Fracasso (acte I)
- « Non c'è al mondo » - Cassandro (acte I)
- « Marito io vorrei » - Giacinta (acte I)
- « Senti l'eco ove t'aggiri » - Rosina (acte I)
- « Troppa briga a prender moglie » - Simone (acte I)
- « Con certe persone » - Simone (acte II)
- « Ho sentito a dir di tutte » - Rosina  (acte II)
- « In voi belle è leggiadria » - Fracasso (acte II)
- « Sposa cara » - Polidoro (acte II)
- « Ubriaco non son io » - Cassandro (acte II)
- « Un marito, donne care » - Ninetta (acte II)
- « Se a maritarmi arrivo » - Giacinta (acte II)
- « Amoretti che ascosi » - Rosina (acte II)
- « Che scompiglio » - Giacinta (acte III)
- « Nelle guerre d'amore » - Fracasso (acte III)
- « Sono in amore » - Ninetta (acte III)
- « Vieni, vieni, o mia Ninetta » - Simone (acte III)

## Discographie sélective
- Leopold Hager : Helen Donath (Rosina), Robert Holl (Don Cassandro), Anthony Rolfe-Johnson (Don Polidoro), Teresa Berganza ; Orchestre du Mozarteum Salzbourg, dir. Leopold Hager (16–20 janvier 1983, 3CD Orfeo OS 85844K / Brilliant Classics "intégrale Mozart Brilliant Classics vol. 9 opéras" BC 92633/4,5,6) (OCLC 808171766)
- Peter Schreier : Barbara Hendricks, Siegfried Lorenz, Douglas Johnson, Kammerorchester Carl Philipp Emanuel Bach, dir. Peter Schreier (novembre 1988, Philips Classics 422 528-2) (OCLC 24560876)
- Michael Hofstetter : Malin Hartelius, Marianne Hamre, Josef Wagner, Jeremy Ovenden, Miljenko Turk, Camerata Salzburg, dir. Michael Hofstetter (28 juillet–13 août 2006, DVD DG) (OCLC 874880947)